# Liste des aéroports au Liberia
Voici une liste des aéroports du Liberia, triés par emplacement.

## Aéroports
Les noms d'aéroport indiqués en gras indiquent que l'aéroport possède un service régulier assuré par des compagnies aériennes commerciales.
| Ville                | OACI | AITA | Nom                                        |
| -------------------- | ---- | ---- | ------------------------------------------ |
| Buchanan             | GLBU | UCN  | Aéroport de Buchanan (en)                  |
| Buchanan             | GLLB |      | Aéroport de Lamco (en)                     |
| Harper (Cape Palmas) | GLCP | CPA  | Aéroport de Cape Palmas (en)               |
| Foya (en)            |      | FOY  | Aéroport de Foya (en)                      |
| Greenville           | GLGE | SNI  | Aéroport de Greenville/Sinoe (en)          |
| Harbel               | GLRB | ROB  | Aéroport international de Monrovia-Roberts |
| Monrovia             | GLMR | MLW  | Aéroport de Spriggs Payne (en)             |
| Nimba                | GLNA | NIA  | Aéroport de Nimba (en)                     |
| Sasstown             | GLST | SAZ  | Aéroport de Sasstown (en)                  |
| Tchien               | GLTN | THC  | Aéroport de Tchien (en)                    |
| Voinjama             | GLVA | VOI  | Aéroport de Voinjama (en)                  |